# Opius pseudoromensis
Opius pseudoromensis är en stekelart som beskrevs av Fischer 1965. Opius pseudoromensis ingår i släktet Opius och familjen bracksteklar. Inga underarter finns listade i Catalogue of Life.